# Indobune
Indobune is een geslacht van uitgestorven hoefdieren die endemisch waren in Azië tijdens het Eoceen van 55,8-48,6 miljoen jaar geleden en ongeveer 7,2 miljoen jaar lang voorgekomen zijn.

## Naamgeving
Indobune werd benoemd door Rose et alii (2006). De typesoort is Indobune vastanensis. De soortaanduiding verwijst naar de bruinkoolmijn van Vastan in India.
Het holotype is GU/RSR/VAS 5, een linkerbovenkaaksbeen.

## Fylogenie
Het werd toegewezen aan Anthracobunidae door Rose et al. (2006). In een cladistische analyse uit 2014 werd echter gesuggereerd dat het waarschijnlijker was dat het lid was van Cambaytheriidae, gezien de lage knobbels op de tanden.

## Fossiele verspreiding
De verspreiding van fossielen van Indobune is beperkt tot de staat Gujarat, India (bruinkoolmijn Vastan).